# Doug
Doug è una serie televisiva animata statunitense del 1991, creata da Jim Jinkins.
Prodotta da Jumbo Pictures, la serie è incentrata sulla prima adolescenza del personaggio titolare, Douglas "Doug" Funnie, che vive difficoltà comuni mentre frequenta la scuola nella sua nuova città natale di Bluffington. Doug racconta le sue vicende sul suo diario e la serie incorpora diverse sequenze basate sull'immaginazione. Affronta numerosi argomenti tra cui l'adattamento locale, le relazioni platoniche e romantiche, l'autostima, il bullismo e i pettegolezzi. Spesso Doug cerca di impressionare la sua compagna di classe, per cui ha una cotta, Patti Mayonnaise.
La serie è stata trasmessa per la prima volta negli Stati Uniti su Nickelodeon dall'11 agosto 1991 al 2 gennaio 1994 e su ABC dal 7 settembre 1996 al 26 giugno 1999, per un totale di 117 episodi (166 segmenti) ripartiti su sette stagioni. In Italia, le prime quattro stagioni sono state trasmesse su TELE+1 dal 16 gennaio 1995. I nuovi episodi sono stati presentati in anteprima al Cartoons on the Bay e sono stati trasmessi su Disney Channel dal 4 ottobre 1998 (dalla quinta alla settima stagione). In seguito è stato replicato su Rai 1, all'interno di Disney Club, dal 24 aprile 1999.

## Trama
La serie narra le avventure di Doug Funnie un ragazzino di 12 anni che pian piano si accorge di non essere più un bambino. Accanto a lui, gli amici e un prezioso diario dove scrive tutte le vicende che affronta nel corso degli episodi. Spesso tenta di conquistare la sua amica Patti Mayonnaise, di cui è innamorato.

## Episodi
| Stagione         | Episodi | Prima TV USA | Prima TV Italia |
| ---------------- | ------- | ------------ | --------------- |
| Prima stagione   | 13      | 1991         | 1995            |
| Seconda stagione | 13      | 1992         |                 |
| Terza stagione   | 13      | 1993         |                 |
| Quarta stagione  | 13      | 1993-1994    |                 |
| Quinta stagione  | 26      | 1996-1997    | 1998            |
| Sesta stagione   | 8       | 1997         | 1999            |
| Settima stagione | 31      | 1998-1999    | 1999            |

## Personaggi e doppiatori

### Personaggi principali
- Douglas Yancey "Doug" Funnie, voce originale di Billy West (st. 1-4) e Tom McHugh (st. 5-7), italiana di Stefano Onofri.
- Porkchop, voce originale di Fred Newman.
- Mosquito "Skeeter" Valentine, voce originale di Fred Newman, italiana di Roberto Draghetti.
- Patricia "Patti" Mayonnaise, voce originale di Constance Shulman, italiana di Antonella Rendina.
- Roger M. Klotz, voce originale di Billy West (st. 1-4) e Chris Phillips (st. 5-7), italiana di Luca Dal Fabbro.
- Beebe Bluff, voce originale di Alice Playten, italiana di Cristina Giachero.
- Judith "Judy" Anastasia Funnie, voce originale di Becca Lish.

### Personaggi ricorrenti
- Chalky Studebaker, voce originale di Doug Pries.
- Connie Benge, voce originale di Becca Lish.
- Mr. Bud Dink, voce originale di Fred Newman, italiana di Silvio Anselmo.
- Theda Funnie, voce originale di Becca Lish.
- Phil Funnie, voce originale di Doug Preis, italiana di Wladimiro Grana.
- Al e Moo Sleech, voci originali di Eddie Korbich.

## Edizioni home video
In Italia, gli episodi della prima stagione sono stati distribuiti in VHS nel 1997, all'interno della collana Supercartoon: Doug de La Repubblica.

## Film
Nel 1999 fu girato anche un film chiamato Doug - Il film (Doug's 1st Movie).